# Sendang (Donorojo)
Sendang is een bestuurslaag in het regentschap Pacitan van de provincie Oost-Java, Indonesië. Sendang telt 2430 inwoners (volkstelling 2010).